# 289-я стрелковая дивизия (1-го формирования)
289-я стрелковая дивизия — общевойсковое формирование (соединение, стрелковая дивизия) РККА ВС Союза ССР, участвовавшее в Великой Отечественной войне.

## История
Сформирована в июле 1941 года в Лубнах (Харьковский ВО) в рамках реализации постановления ГКО Союза ССР № 48сс, от 8 июля 1941 года.
В действующую армию поступила 3 августа 1941 года. Действовала на Юго-Западном фронте. В рамках Киевской оборонительной операции дивизия участвовала в Киевско-Прилуцкой операции 20 августа — 26 сентября 1941 года (в составе 26-й армии Юго-Западного фронта), в ходе которой оказалась в окружении и погибла. Официально расформирована 19 сентября 1941 года.

## Полное наименование
Полное действительное наименование — 289-я стрелковая дивизия.

## В составе
- Юго-Западный фронт, 7-й стрелковый корпус — до 05.08.1941 года
- Юго-Западный фронт — начало августа 1941
- Юго-Западного фронта, 26-я армия — с августа по 11.09.1941 года
- Юго-Западный фронт — после 11.09.1941 года

## Состав
- управление
- 1044-й стрелковый полк
- 1046-й стрелковый полк
- 1048-й стрелковый полк
- 821-й артиллерийский полк
- 580-й отдельный зенитно-артиллерийский дивизион
- 354-й разведывательный батальон
- 590-й сапёрный батальон
- 755-й отдельный батальон связи
- 339-й медико-санитарный батальон
- 388-я отдельная рота химический защиты
- 725-й автотранспортный батальон
- 381-й полевой хлебзавод
- 974-я полевая почтовая станция
- 858-я полевая касса Госбанка

## Командиры
- 10.07.1941 — 19.09.1941 Макшанов, Дмитрий Фролович, полковник.